# منشأة خزام الغربية
قرية منشأة خزام الغربية هي إحدى القرى التابعة لمركز دير مواس بمحافظة المنيا في جمهورية مصر العربية. حسب إحصاءات سنة 2006، بلغ إجمالي السكان في منشأة خزام الغربية 2411 نسمة، منهم 1191 رجلا و1220 امرأة.